# Bão Neoguri (2014)
Bão Neoguri (có nghĩa là "Lửng chó" trong tiếng Triều Tiên), còn được biết đến tại Philippines với tên Bão Florita và tại Nhật Bản với tên Cơn bão số 8 năm Bình Thành thứ 26 (平成26年台風第8号), là một xoáy thuận nhiệt đới rất lớn và cường độ mạnh đã tấn công Okinawa và nhiều tỉnh của Nhật Bản vào tháng 7 năm 2014. Neoguri là bão thứ tám và là cơn cuồng phong thứ hai trong mùa bão hàng năm. Cơ quan Khí tượng Nhật Bản đánh giá Neoguri là cơn bão mạnh nhất trong hàng thập kỷ qua từng đổ bộ vào quốc gia này; sức gió dữ dội cùng hoàn lưu rộng lớn của nó đã gây mưa to kỷ lục trên nhiều vùng và tác động mạnh đến Vành đai Taiheiyō.
Sau khi gây ra các tổn thất đáng kể ở khu vực Okinawa, Neoguri đã đổ bộ vào dải bờ biển phía tây đảo chính Kyushu rồi hướng lên miền Trung Nhật Bản. Gần một triệu người Nhật ở nhiều tỉnh thành nằm dọc theo đường đi của bão đã phải sơ tán khẩn cấp. Có hơn 100 trường hợp thương vong được ghi nhận do bão, trong đó 10 người đã thiệt mạng trực tiếp hoặc chịu ảnh hưởng từ các dị tượng thời tiết phát sinh như sốc nhiệt. Nhiều tỉnh thành đã bị hư hại nhà cửa, ngập lụt diện rộng và sạt lở nghiêm trọng trong và sau khi bão đi qua. Tình trạng mưa nặng hạt cả ngày kèm theo dông lốc, sấm sét luôn ở mức báo động trên gần như toàn bộ Nhật Bản. Cơn bão suy yếu dần trong khi đi dọc theo bờ biển phía đông Nhật Bản, trở thành một xoáy thuận ngoài vùng nhiệt đới vào ngày 11 tháng 7 lúc nó vừa qua khỏi vịnh Tokyo.

## Lịch sử khí tượng
Vào cuối ngày 30 tháng 6, Cơ quan Khí tượng Nhật Bản (JMA) ghi nhận một nhiễu động nhiệt đới trong vùng áp suất thấp lớn và đối lưu lan rộng xảy ra cách Chuuk 120 nmi (220 km; 140 mi) về phía đông. Cơ quan này dự đoán một vùng áp thấp sẽ hình thành trong cùng khu vực vào cuối ngày hôm sau. Cuối ngày 2 tháng 7, JMA nâng cấp vùng áp thấp lên thành áp thấp nhiệt đới, đồng thời Trung tâm Cảnh báo Bão Liên hợp (JTWC) cũng đưa ra cảnh báo về sự hình thành xoáy thuận nhiệt đới, bởi sự tích tụ các vùng mây đối lưu nhờ những yếu tố thời tiết thuận lợi, với hiện tượng gió đứt tầng thấp theo phương đứng và dòng thổi ra mạnh. Sáng ngày 3 tháng 7, JMA bắt đầu đưa ra các khuyến cáo bão đối với vùng áp thấp nhiệt đới. Thêm vào đó, JTWC nâng cấp nó lên thành áp thấp nhiệt đới có đối lưu sâu và hỗn loạn đang lan rộng. Cuối ngày hôm đó, JTWC nâng cấp áp thấp nhiệt đới lên thành bão nhiệt đới và định danh cơn bão là 08W bởi sự nở rộng tâm vùng thấp của đối lưu.

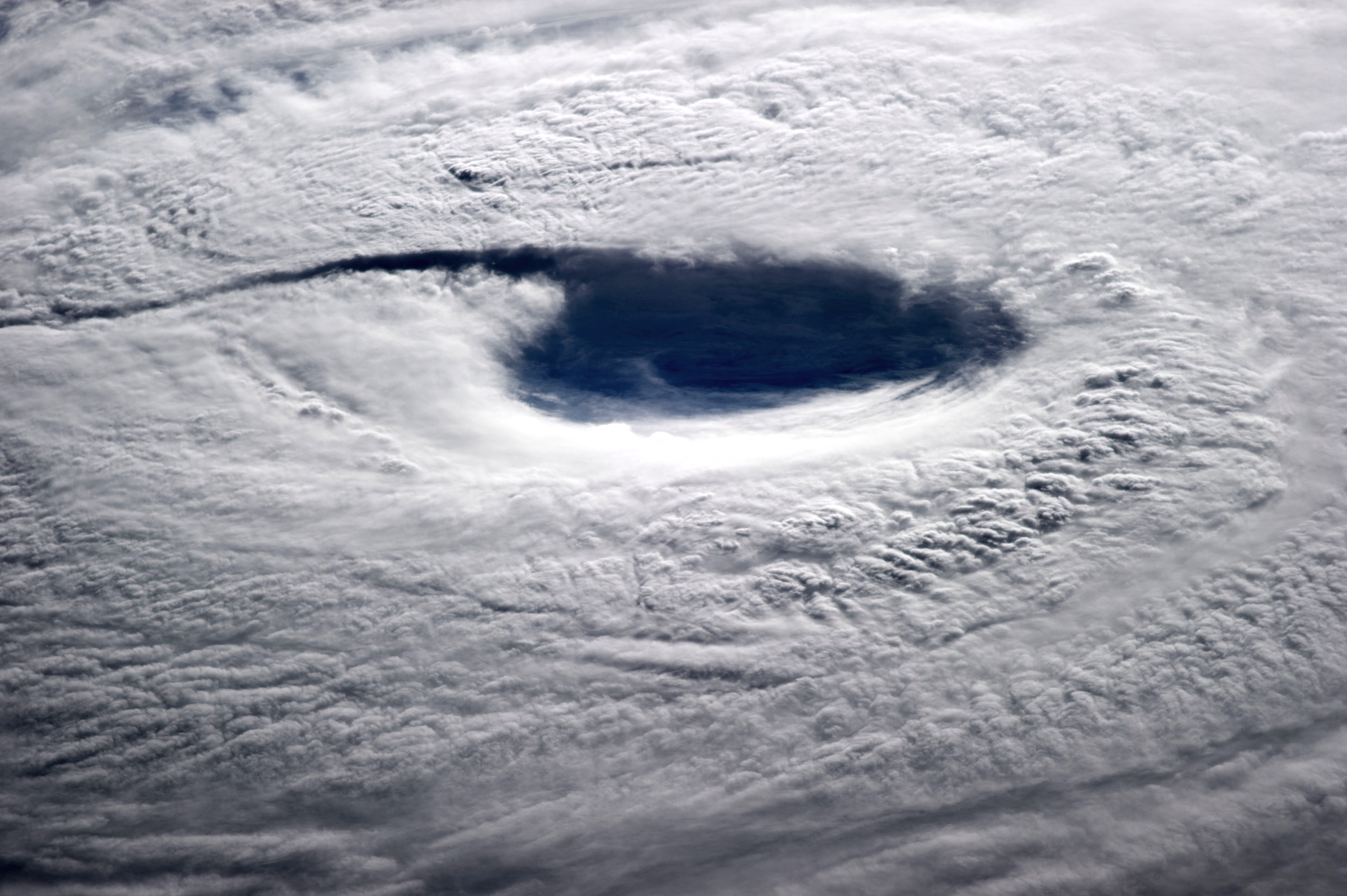
Mắt của Neoguri với những tầng mây dày đặc và bao bọc cuộn xoáy được quan sát từ Trạm vũ trụ Quốc tế vào ngày 7 tháng 7.

JMA nâng cấp áp thấp nhiệt đới lên thành bão nhiệt đới và đặt cho nó cái tên Neoguri (tiếng Hàn Quốc: 너구리) mang số hiệu 1408 vào sáng sớm ngày 4 tháng 7, khi một hình ảnh sóng ngắn truyền về cho thấy mắt bão đang phát triển. Lúc 09:00 UTC, JMA tiếp tục nâng Neoguri lên thành bão nhiệt đới dữ dội, và chỉ ba tiếng đồng hồ sau đã lại nâng thành bão cuồng phong, khi nó tiếp tục di chuyển lên hướng tây bắc dọc theo ngoại vi phía nam của một vĩ độ ngựa sâu. Cuối ngày hôm đó, JTWC cũng nâng Neoguri lên thành bão cuồng phong, khi các đám mây ngày càng dày đặc và xoáy quanh mắt bão gần như liên tục. Sáng ngày 5 tháng 7, Neoguri tiếp tục mạnh lên và được tăng cường bởi các dải mây cong bao bọc chặt lấy mắt bão, chỉ cách mắt bão 25 nmi (45 km; 30 mi), do các dòng thổi ra cuộn xoáy cực mạnh. Đến chiều, Cục quản lý Thiên văn, Địa vật lý và Khí quyển Philippines (PAGASA) đặt cho cơn bão cái tên địa phương Florita do nó đã đi vào Khu vực thẩm quyền Philippines. Mắt của Neoguri đã giãn nở đến mức gần như đối xứng tâm và đạt đến kích thước rất lớn với đường kính 35 nmi (65 km; 40 mi) vào ngày 6 tháng 7. Sự xuất hiện của một lõi đối lưu mạnh và chặt chẽ đã được JTWC phát hiện ra bằng cách sử dụng các hình ảnh sóng ngắn SSMIS, và ảnh động hơi nước chỉ ra các dòng thổi xuyên tâm đang giúp tăng cường liên tục cho cơn bão.
Neoguri tiếp tục mạnh lên thêm, và chẳng bao lâu sau nó đã đạt cấp siêu bão cuồng phong, với sức gió duy trì ở mức 130 hải lý trong một phút; lúc này bão đã tiến gần tỉnh đảo Okinawa thuộc miền Tây Nam Nhật Bản, được biết đến dưới tên địa phương cơn bão số 8 năm Bình Thành thứ 26 (平成26年台風第8号). Đến 07:00 JST ngày 7 tháng 7, tốc độ gió của Neoguri đã đạt mức 180 km/h ở vùng tâm bão và hơn 90 km/h trong vòng bán kính 200 km. Lúc 18:20 JST, JMA ban chỉ thị cảnh báo bão cấp đặc biệt đối với các khu vực Miyako-jima, đảo Kume và sau đó là các địa phương trên đảo Okinawa. Cơn bão sau đó đã được hạ xuống còn cấp 3 và không còn gọi là siêu bão cuồng phong nữa vào ngày 8 tháng 7. Đến tối, Neoguri đi qua Okinawa và được cảnh báo sẽ đổ bộ vào tỉnh Kagoshima thuộc đảo chính Kyushu, sức gió mạnh nhất vùng gần tâm bão ở mức 162 km/h.
Sáng ngày 9 tháng 7, Neoguri di chuyển chậm theo hướng bắc đông bắc với vận tốc 25 km/h, dọc bờ biển phía tây Kyushu và ảnh hưởng trực tiếp đến một phần quần đảo Gotō thuộc tỉnh Nagasaki. Áp suất bão tăng lên 965 hPa (28,5 inHg), gây gió giật mạnh 100 km/h ở bán kính phía tây và 300 km/h ở bán kính phía đông tâm bão, tạo mưa giông dữ dội trên diện rộng. Chiều hôm đó, với áp suất tăng lên 970 hPa (29 inHg) và gió giật mạnh tối đa 110 km/h, Neoguri di chuyển theo hướng đông, còn cách thành phố Sasebo của tỉnh Nagasaki 332 km và suy yếu thành bão nhiệt đới dữ dội với mắt bão gần như biến mất. JMA dự báo cơn bão sẽ đổ bộ vào phía tây các tỉnh Kyushu vào sáng hôm sau. 7 giờ sáng ngày 10 tháng 7, Neoguri đổ bộ lên đảo chính Kyushu tại địa phận thành phố Akune thuộc Kagoshima, gây mưa to toàn Nhật Bản, rồi tiếp tục di chuyển về phía đông, đâm xuyên qua tỉnh Miyazaki vào lúc 10 giờ sáng để ra Thái Bình Dương với vận tốc tăng lên thành 45 km/h và sức gió tối đa 90 km/h. Suốt buổi chiều, cơn bão chạy song song theo đảo chính Shikoku với áp suất đối đa 985 hPa (29,1 inHg), hướng lên đảo chính Honshu; sức gió mạnh nhất ở bán kính phía tây bắc là 390 km/h và phía đông nam là 600 km/h. Đến khoảng 6 giờ chiều, Neoguri tái đổ bộ vào thành phố Tanabe của tỉnh Wakayama trên đảo Honshu rồi lại tiếp tục viền dọc theo bờ biển lên hướng đông đông bắc, và suy yếu thành bão nhiệt đới.
2 giờ 30 sáng ngày 11 tháng 7, Neoguri đi qua cực nam bán đảo Izu, ảnh hưởng trực tiếp lên Izu Ōshima, và giữ tốc độ 35 km/h tiếp tục tiếp cận vịnh Tokyo. JTWC đã hạ cơn bão xuống thành một áp thấp nhiệt đới và không còn tiếp tục theo dõi nó. 9 giờ sáng, Neoguri băng qua vịnh Tokyo, đổ bộ vào tỉnh Chiba và suy yếu nhanh chóng. Đến trưa, nó trở thành một xoáy thuận ngoài vùng nhiệt đới rồi tiếp tục đi dọc theo bờ biển các tỉnh vùng Tohoku, sức gió mạnh nhất chỉ còn 45 km/h với áp suất tối đa 990 hPa (29 inHg), và không còn khả năng mạnh trở lại hay tiếp tục tấn công đất liền. Neoguri không còn được JMA theo dõi kể từ ngoài khơi Fukushima sau gần 7 ngày hoạt động. Tàn dư mây bão tiếp tục gây mưa với lượng lớn cho các tỉnh miền Bắc Nhật Bản, rồi biến mất hoàn toàn trên vùng Biển Okhotsk vào ngày 13.

Ảnh vệ tinh của Neoguri theo thời gian
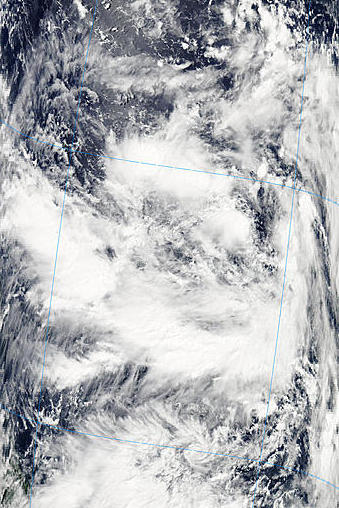
(2 tháng 7) Áp thấp nhiệt đới
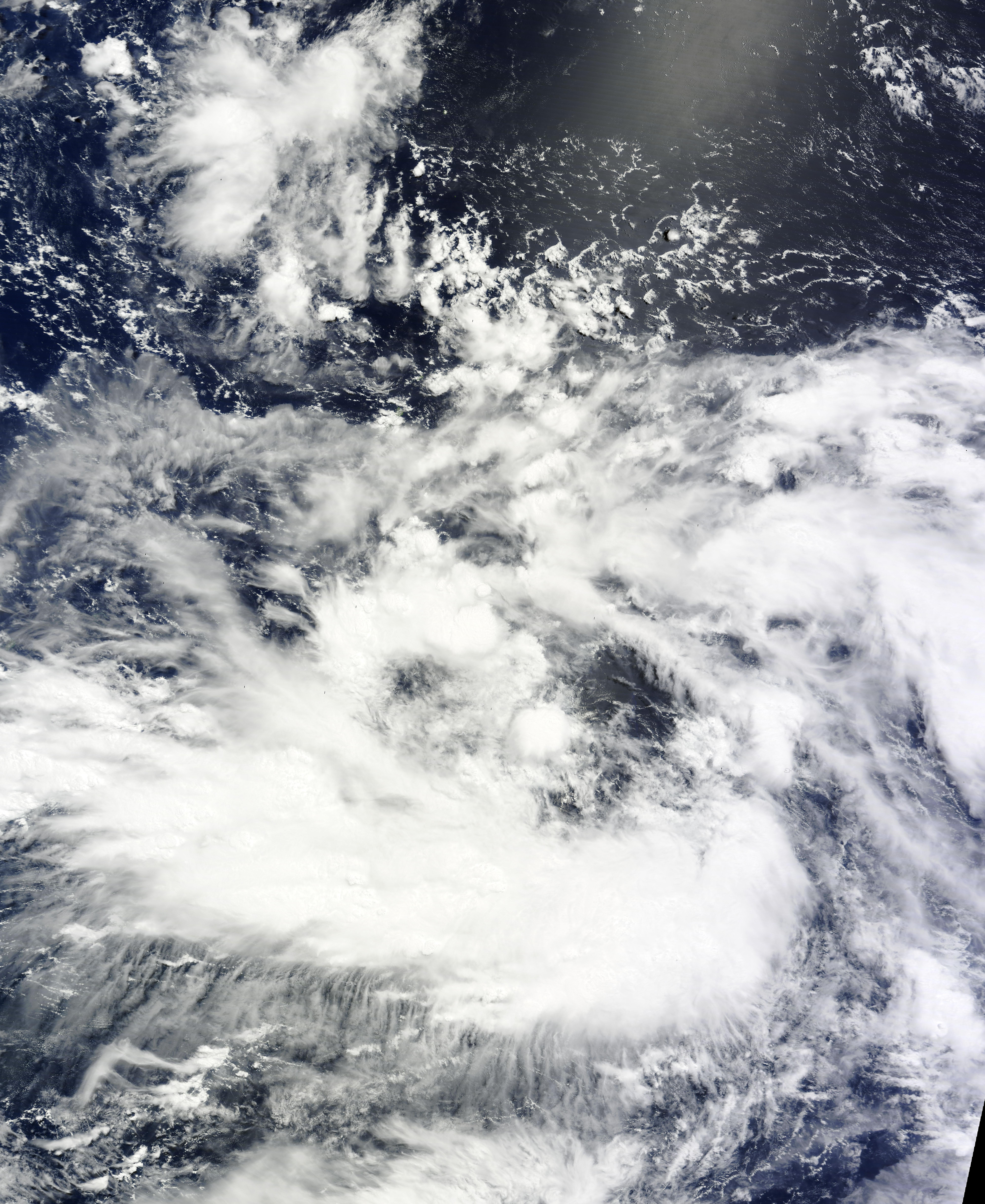
(3 tháng 7) Áp thấp nhiệt đới
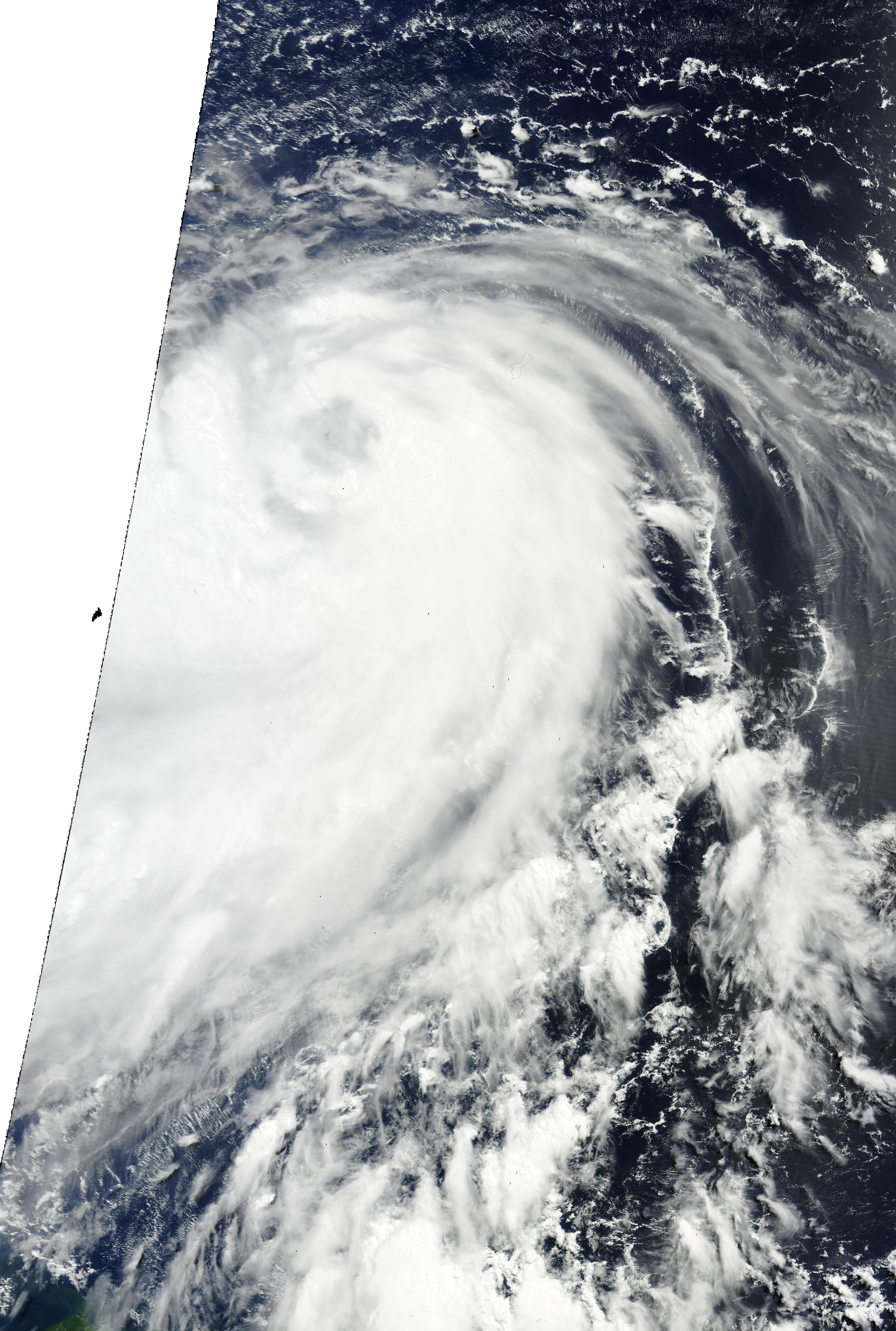
(4 tháng 7) Bão nhiệt đới
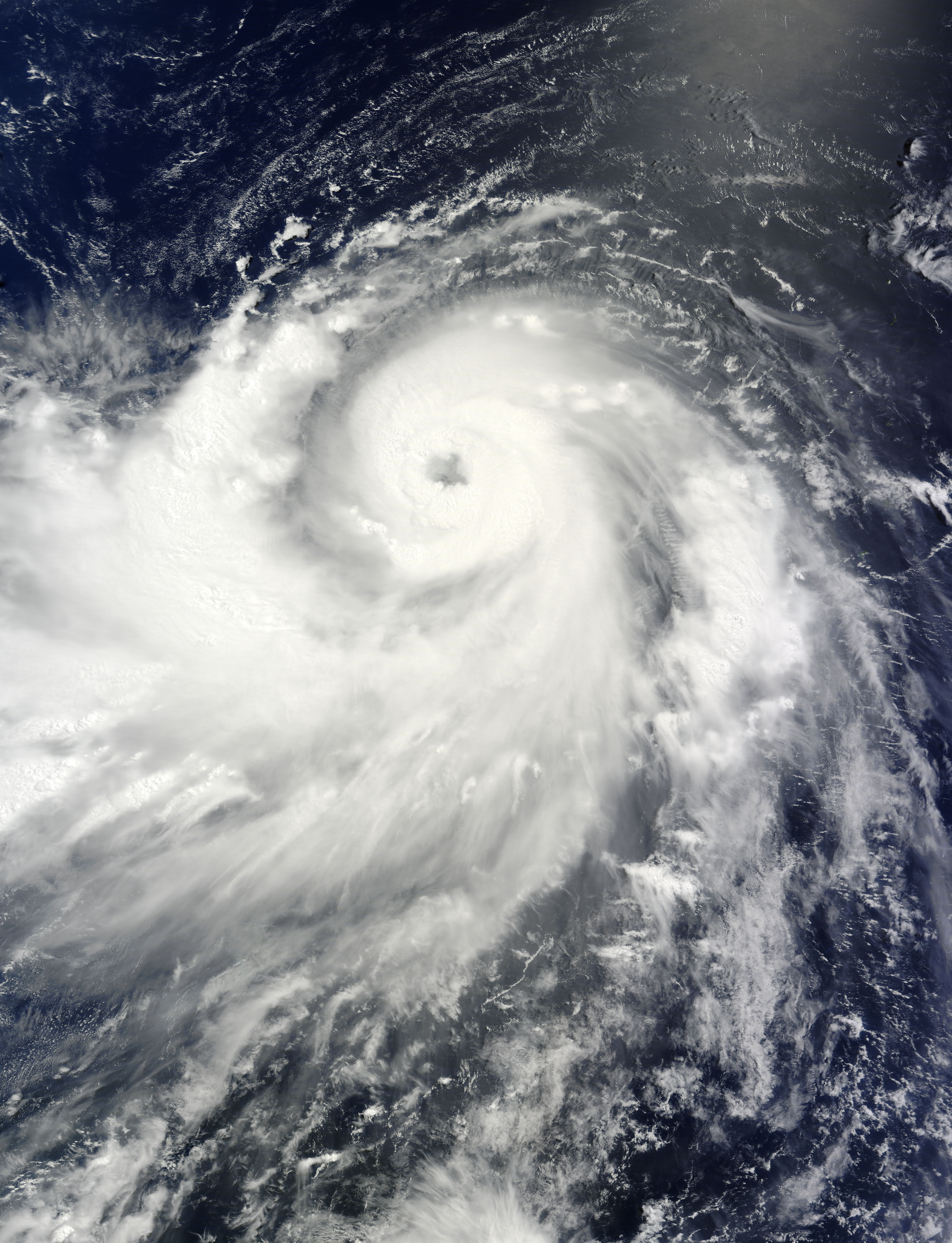
(5 tháng 7) Bão cuồng phong
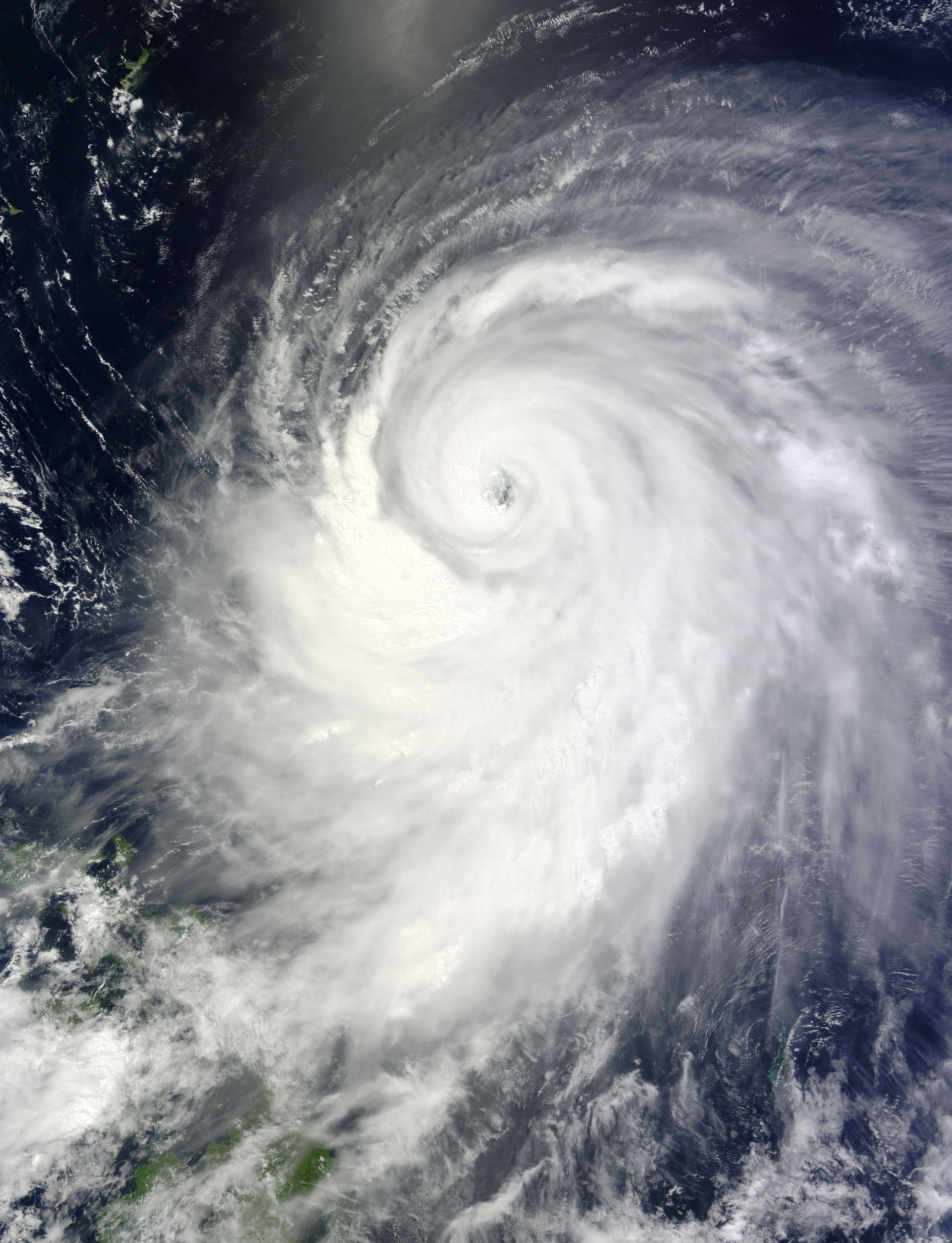
(6 tháng 7) Bão cuồng phong
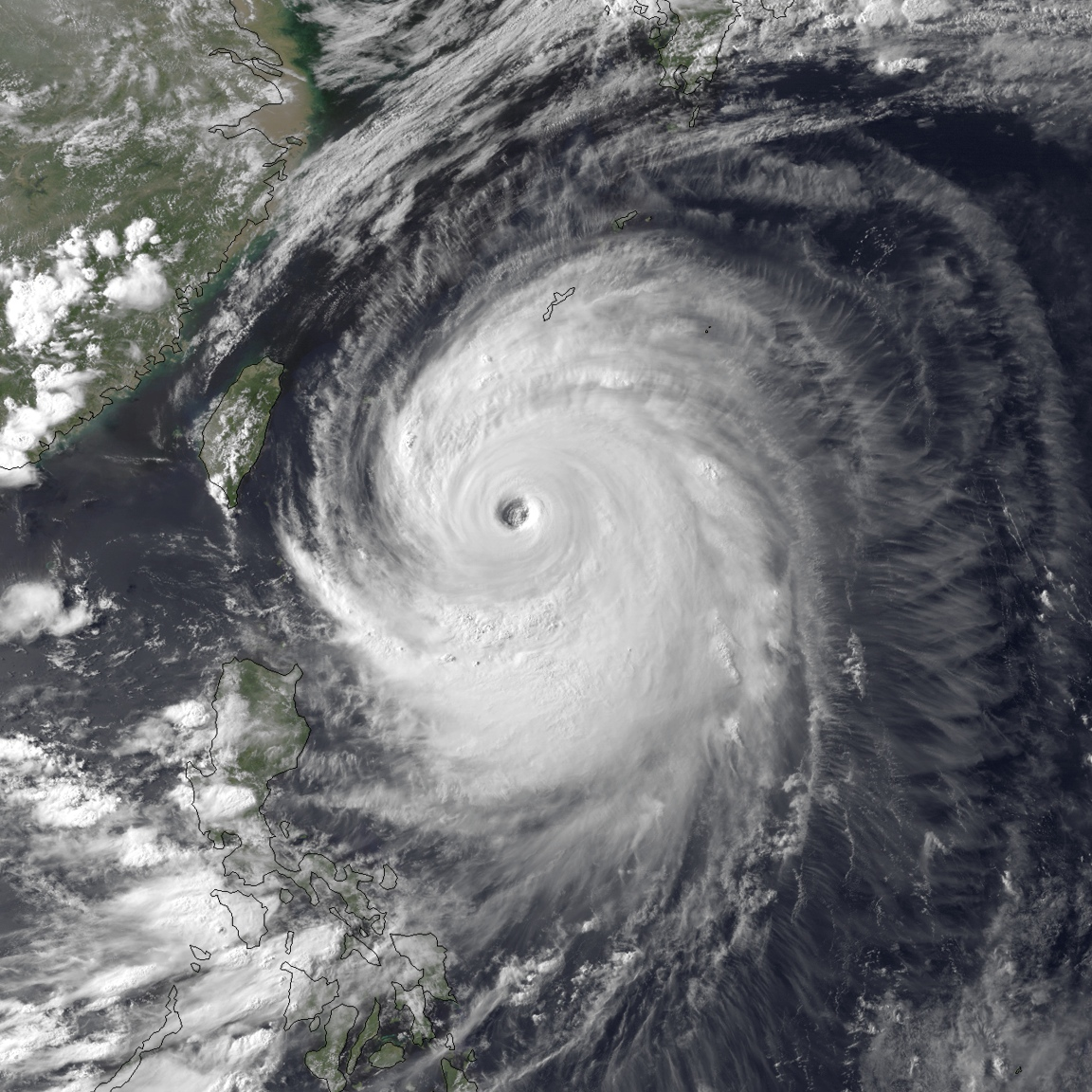
(7 tháng 7) Siêu bão cuồng phong
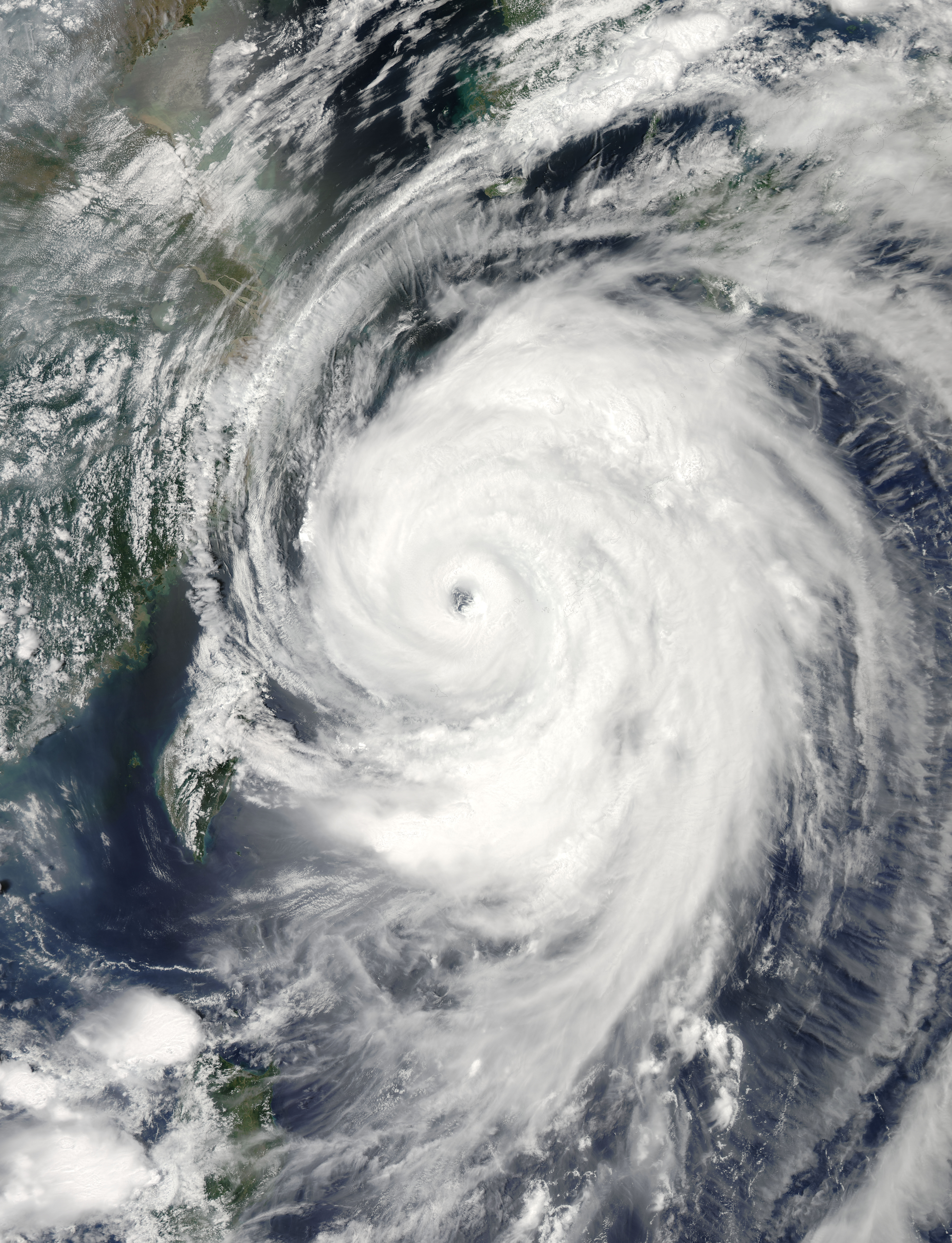
(8 tháng 7) Bão cuồng phong
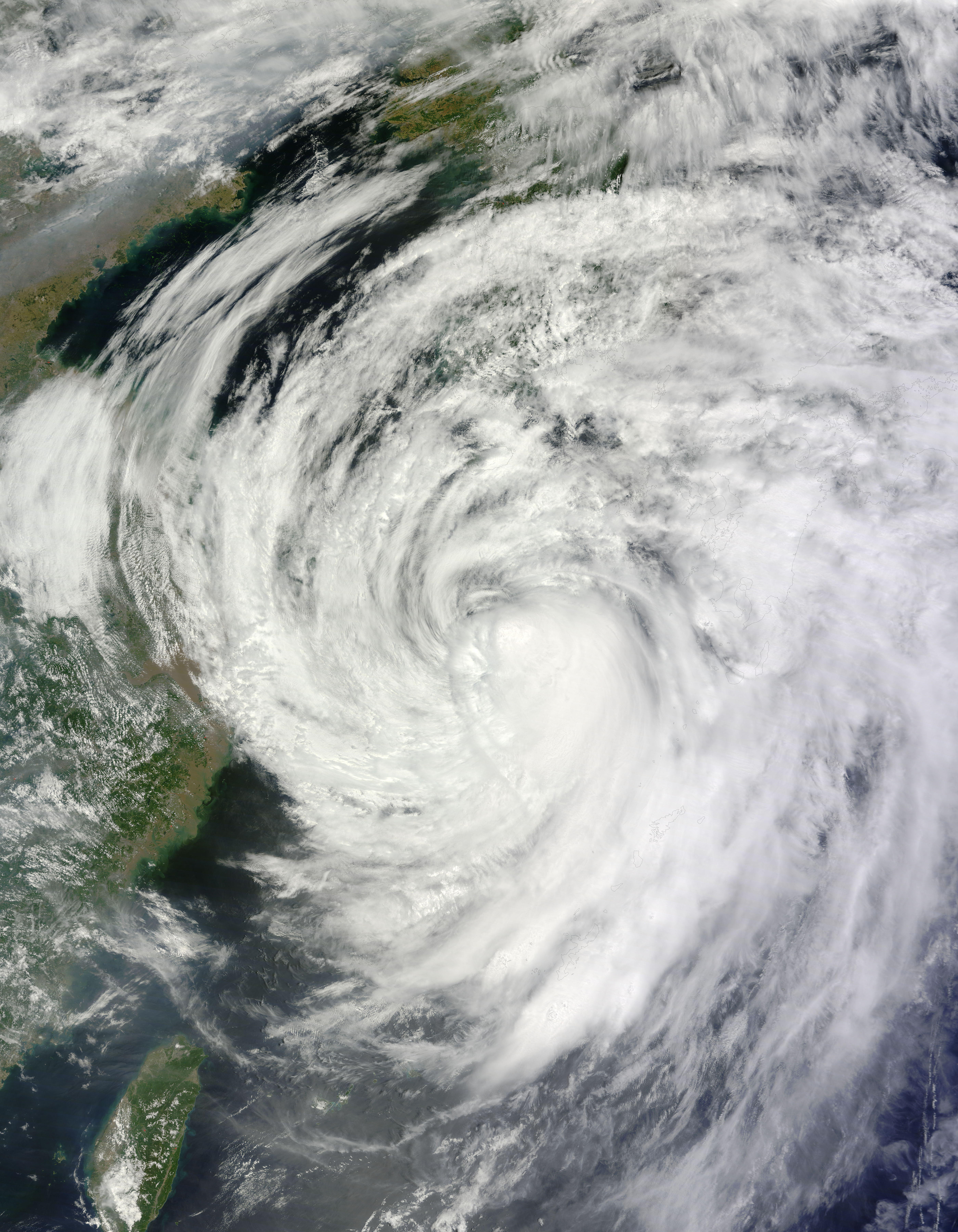
(9 tháng 7) Bão nhiệt đới dữ dội
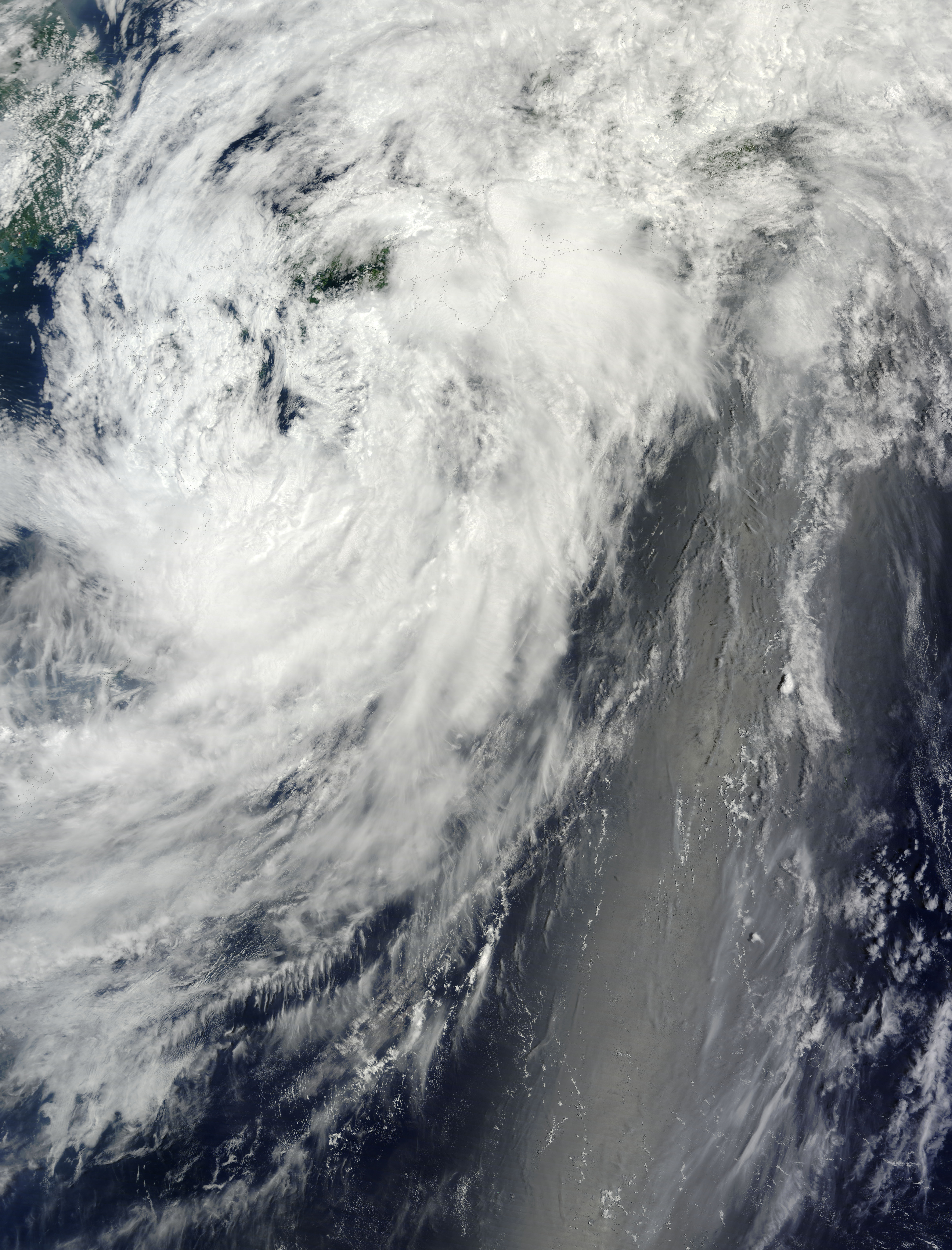
(10 tháng 7) Bão nhiệt đới
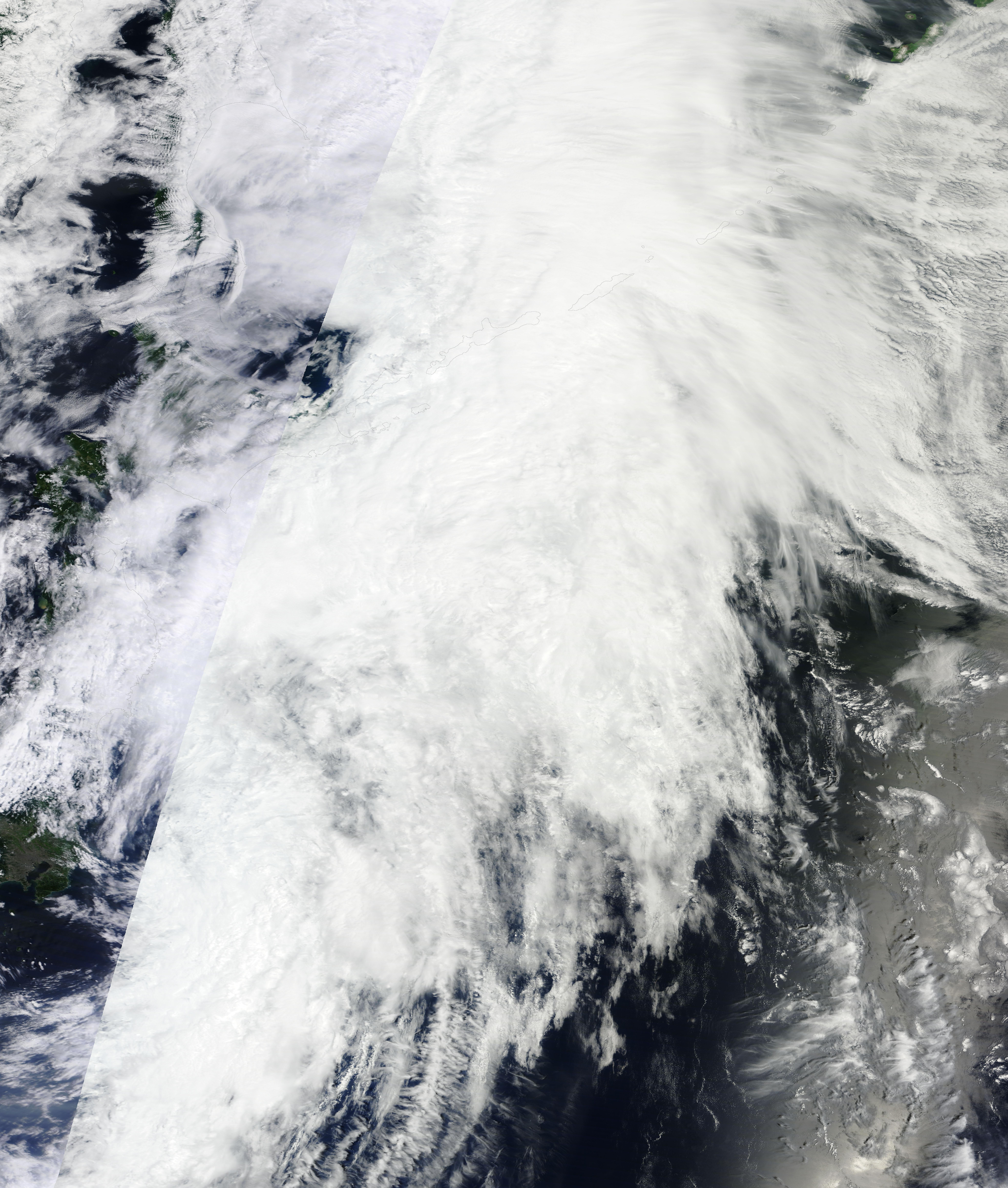
(11 tháng 7) Xoáy thuận ngoài vùng nhiệt đới

## Công tác phòng tránh
Vào ngày 6 tháng 7, Cơ quan Khí tượng Nhật Bản đã cảnh báo người dân trên quần đảo Ryukyu rằng Neoguri có thể là một trong những cơn bão mạnh nhất từng đổ bộ vào quốc gia này; cơ quan dự báo bão sẽ đi qua quần đảo Ryukyu với áp suất 910 hPa (27 inHg). JMA so sánh Neoguri với bão Nancy vào năm 1961, có tên địa phương là bão Muroto thứ hai (第2室戸台風), với áp suất 925 hPa (27,3 inHg). Sau khi JMA bắt đầu theo dõi Neoguri (lúc này được mang tên địa phương Florita), Cục quản lý Thiên văn, Địa vật lý và Khí quyển Philippines nói rằng không có khả năng cơn bão ảnh hưởng đến bất cứ khu vực nào của Philippines; tuy nhiên, PAGASA hy vọng cơn bão sẽ giúp tăng cường gió mùa Tây Nam, mang mưa đến một số nơi trên đất nước.

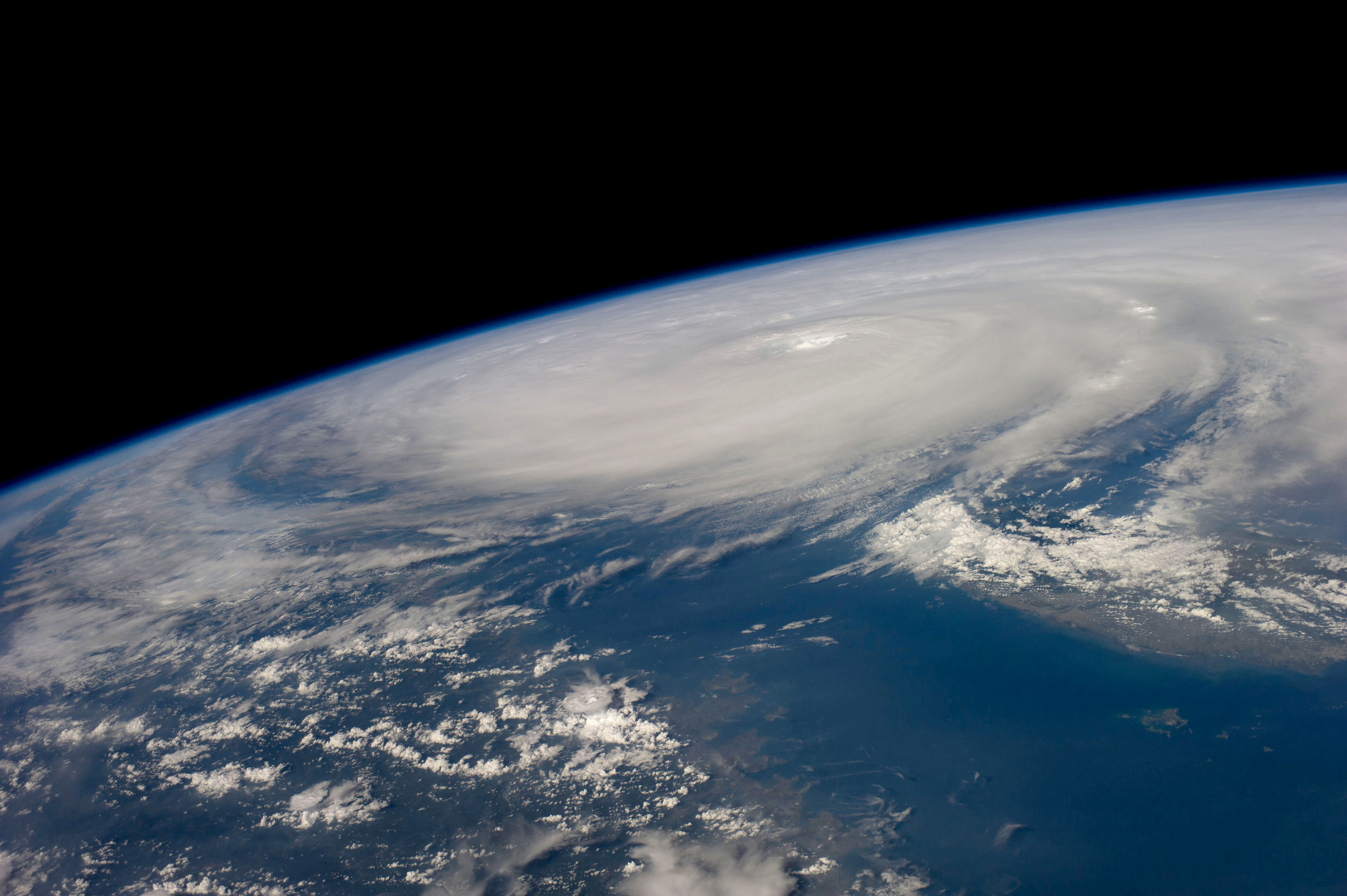
Neoguri khi nó vừa qua khỏi Đài Loan, được quan sát từ Trạm vũ trụ Quốc tế vào ngày 7 tháng 7.

3 giờ chiều giờ địa phương ngày 7 tháng 7, Cục Thời tiết Trung ương của Đài Loan ra chỉ thị cảnh giác gió mạnh và mưa lớn trên đất liền đối với hầu hết khu vực (trừ Nam Đầu, Kim Môn và Gia Nghĩa). Đến tối, do cơn bão đã di chuyển chệch lên hướng bắc, Cục thời tiết tiếp tục cảnh báo bão trên biển tại vùng biển phía đông và phía bắc đảo, đó cũng là thông điệp cuối cùng của Đài Loan về bão Neoguri. Cũng trong ngày hôm đó, Trạm Khí tượng Trung ương của Cộng hòa Nhân dân Trung Hoa đưa ra tín hiệu cảnh báo bão ở mức xanh với Neoguri, nhưng không có chỉ thị nào thêm vì cơn bão đã không còn nguy cơ ảnh hưởng đến đất liền Trung Quốc. Cùng ngày, Cục Khí tượng Malaysia cũng ban hành một cảnh báo nguy hiểm do gió mạnh và biển động từ hoàn lưu bão Neoguri, cách huyện Kudat của bang Sabah 1.995 kilômét (1.240 mi) về phía đông bắc, có thể ảnh hưởng đến các hoạt động vui chơi giải trí và thể thao trên biển do cơn bão kéo gió mùa Tây Nam thổi từ 40 đến 50 km/h, gây sóng cao đến 3,5 mét.
Trong tuyên bố cảnh báo bão đặc biệt ngày 7 tháng 7, JMA đã khuyến cáo mọi người dân trong khu vực bão đi qua cảnh giác ở mức tối đa. Đây là lần thứ hai JMA phải ban hành một lệnh cảnh báo bão ở mức "thảm họa nghiêm trọng" từ sau khi mức này ra đời vào năm 2013, và được sử dụng lần đầu tiên trên bão Man-yi. Cơn bão dự kiến sẽ mạnh thêm khi nó quét qua vùng phía bắc tỉnh Okinawa và gây ra nhiều thiệt hại lớn trong bán kính 500 km. JMA cảnh báo sóng cao 14 m có thể ập vào đất liền đảo Miyako-jima và đảo Okinawa. Một số khu vực trong tỉnh Okinawa có thể sẽ hứng những trận mưa lớn 80 mm/h và triều cường do hoàn lưu bão gây ra. Do bão ập đến vào cuối thời gian mưa đầu mùa hè ở Nhật Bản, nguy cơ xảy ra sạt lở đất và lũ lụt diện rộng là rất cao. Các quan chức của quân đội Hoa Kỳ đang đồn trú tại Căn cứ không quân Kadena trên đảo đã cho sơ tán một số máy bay từ hôm 5 tháng 7. Chỉ huy trưởng James Hecker thuộc Không đoàn 18 Kadena nhấn mạnh sự nguy hiểm của cơn bão trong một tuyên bố đăng tải trên internet, và dự kiến sẽ có những thiệt hại cho căn cứ.
Tình trạng sơ tán khẩn cấp đã được khuyến cáo từ trước với khoảng 590.000 người trong 19 thành phố, tương ứng với hơn 1/3 số dân tỉnh Okinawa, trong đó bao gồm hơn 55.000 cư dân trong 25.000 hộ gia đình ở Miyako-jima và 138.000 cư dân ở thủ phủ Naha.

## Ảnh hưởng

### Nhật Bản
Do sự đổ bộ của bão, toàn bộ 8 tuyến tàu hỏa Okinawa Monorail ở thành phố thủ phủ Naha của Okinawa đã phải ngưng hoạt động. Các tuyến bay đi và đến Okinawa của 8 hãng hàng không gồm Japan Airlines, All Nippon Airways, Japan Transocean Air, Ryukyu Air Commuter, Vanilla Air, Jetstar Japan và Peach cũng bị dời lại vô thời hạn, với khoảng 40.426 hành khách bị ảnh hưởng giờ bay. Tất cả dịch vụ phà và trường công lập địa phương đều bị đóng cửa. Một trận đấu bóng chày chuyên nghiệp trên sân vận động Okinawa Cellular đã phải hủy bỏ. Công ty lọc dầu Nhật Bản Nansei Sekiyu K.K. buộc phải ngưng hoạt động trong thời gian bão. Hoạt động khoan dầu ngoài khơi tại nhà máy Negishi của Tập đoàn JX Nippon Oil & Energy cũng bị đình chỉ vào các ngày 8 và 9 tháng 7.
Ngày 8 tháng 7, khoảng 540.000 cư dân trong 18 thành phố của tỉnh được tư vấn sơ tán; 14 thành phố đề nghị di tản đối với toàn bộ khu vực đô thị. Chính quyền địa phương khuyến khích người dân trong thành phố nhanh chóng tìm nơi trú ẩn mỗi khi cảm thấy nguy hiểm, và tư vấn cách trú ẩn trong các tòa nhà lớn. Cơn bão gây mưa to kỷ lục ở khu vực phía nam đảo Okinawa rồi liên tục lan ra nhiều vùng đông bắc đất nước. Lượng mưa trong 12 tiếng sau khi bão đổ bộ đã lên đến 300 mm, gấp đôi lượng trung bình vào tháng 7 hàng năm của tỉnh Okinawa. Một vụ sạt lở đất nghiêm trọng đã xảy ra ở làng Kitanakagusuku; nước sông Tengan dâng cao làm ngập lụt toàn bộ khu vực hạ lưu xung quanh ở thành phố Uruma. Công ty điện lực Okinawa cho biết hơn 106.000 hộ gia đình trong tỉnh đã bị mất điện tính đến 8 giờ chiều giờ địa phương, và sang ngày hôm sau vẫn còn hơn 70.000 nhà trong 31 thành phố chưa có điện trở lại. 1.700 hộ gia đình ở hai tỉnh Kagoshima và Miyazaki cũng bị mất điện tính đến 4 giờ chiều giờ địa phương, theo ghi nhận của Công ty điện lực Kyushu. Công ty điện lực Shikoku báo cáo tình trạng mất điện với hơn 20.000 hộ gia đình trong khu vực.

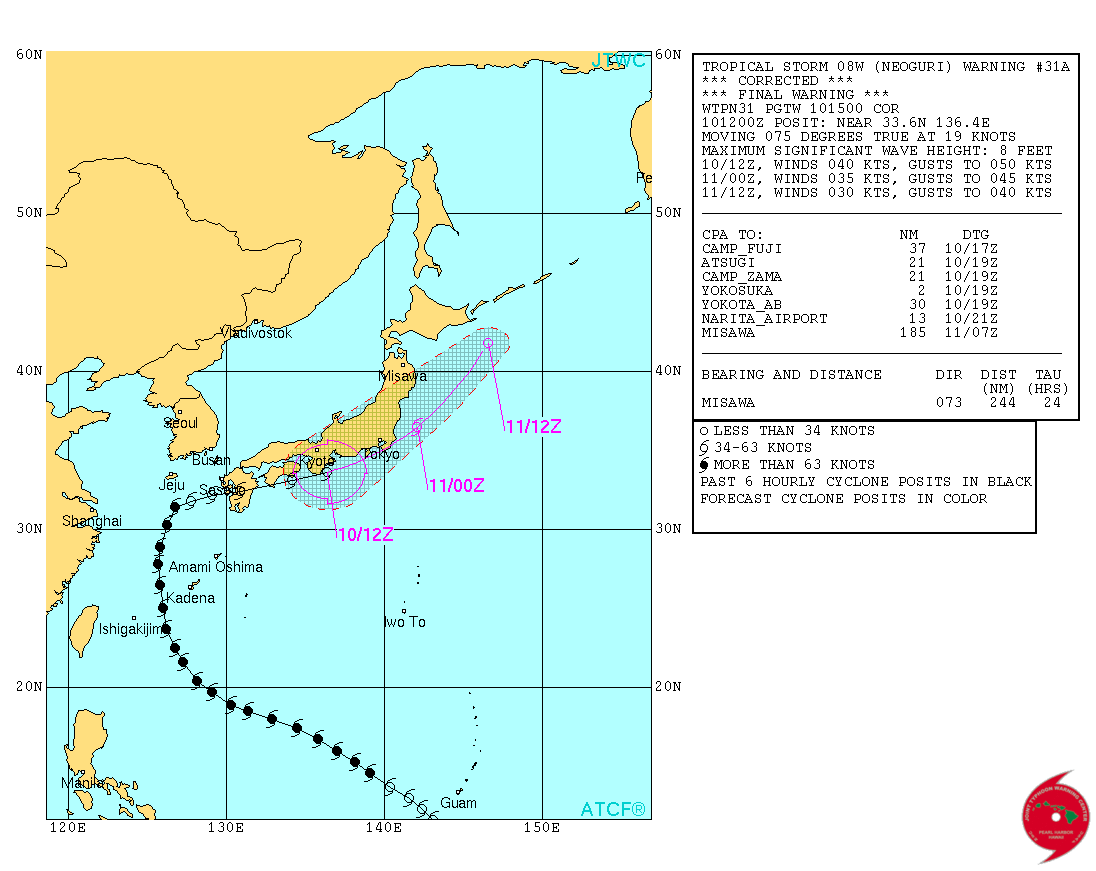
Tổng quan lộ trình di chuyển của Neoguri, từ lúc nó còn là bão cuồng phong cho đến khi đổ bộ vào Nhật Bản và suy yếu trở thành vùng thấp, được JTWC theo dõi và ghi nhận.

Ngày 9 tháng 7, Hơn 90.000 người ở các thành phố ven biển của hai tỉnh Kagoshima và Kumamoto được lệnh sơ tán khẩn cấp, nhất là cư dân của thành phố Amakura. Tại tỉnh Niigata ở miền Trung Nhật Bản, mưa to và sấm sét dữ dội đã làm mất điện hơn 900 hộ gia đình và nhấn chìm 120 căn nhà, 5.600 người trong tỉnh đã được thông báo phải sơ tán trong khi tiếp tục dấy lên nhiều nguy cơ sạt lở; đảo Sado thuộc Niigata trên Biển Nhật Bản đã hứng mưa to kỷ lục sau 50 năm. Tình trạng báo động sạt lở và cảnh giác sấm sét cao độ cũng được ban bố ở các tỉnh Yamagata và Gunma. JMA cho biết mưa sẽ tiếp tục tăng và phủ lên toàn quốc với lượng từ 50 đến 70 mm/h trong hai ngày tới, kéo theo nhiều nguy cơ sạt lở, lũ lụt và thậm chí lốc xoáy tại nhiều vùng ven biển Shikoku và Honshu. Ba tòa nhà ở Okinawa và Nagano bị phá hủy hoàn toàn và tám tòa nhà khác trong các tỉnh này bị hư hại một phần; riêng Okinawa có đến 19 tòa nhà bị hư hại nặng. 3 người chết và 42 người bị thương tại các tỉnh Okinawa, Ōita và Nagano trong hai ngày đầu tiên mặc dù cơn bão vẫn chưa đổ bộ lên các đảo chính; con số này được cảnh báo sẽ tiếp tục gia tăng khi Neoguri quét qua nhiều vùng khác của Nhật Bản. Trong khi cảnh báo mưa to cấp đặc biệt vẫn được ban hành ở Okinawa, các lệnh sơ tán trong tỉnh này gần như đều được gỡ bỏ sau khi bão đi qua. Thiệt hại nông nghiệp của Okinawa lên đến 2,2 tỉ yen (tương đương 21,7 triệu USD), với những tổn thất to lớn nhất trên ngành thủy sản (800 triệu yen, tương đương 7,9 triệu USD). Lâm nghiệp thiệt hại 78,52 triệu yen (tương đương 775.000 USD) do hậu quả từ 33 vụ sạt lở trong khu vực.
Ngày 10 tháng 7, sau khi Neoguri đổ bộ lên đảo chính Kyushu, đã có thêm 5 người chết và 62 người bị thương ở Miyako-jima và 14 tỉnh đất liền do mưa bão và sạt lở; nâng số thương vong lên hơn 100 người trong ba ngày. Các lệnh sơ tán tiếp tục được ban hành trên 42.000 hộ gia đình ở Kagoshima, 1.761 hộ ở Tokushima, và một số khu vực nguy hiểm khác thuộc Yamagata. Cơn bão gây mưa dông dữ dội trên toàn vùng Kyushu và Shikoku, đồng thời gây ra các hiện tượng thời tiết bất thường lan rộng đến vùng Tohoku ở miền Đông Bắc Nhật Bản, trong đó lượng mưa kỷ lục 237,5 mm (9,35 in) được ghi nhận ở Nagai, Yamagata và 154 mm (6,1 in) ở Kitakata, Fukushima. Hai quận ven sông Yoshino thuộc địa phận thành phố Nan'yō của Yamagata bị ngập lụt một phần, tư vấn sơ tán được ban hành nhưng không có ghi nhận thương vong; tình trạng tương tự xảy ra ở Shirataka. Tuyến đường sắt từ ga Akayu bị hư hỏng nặng, việc sửa chữa dự kiến kéo dài đến ngày 22 tháng 7. Tổng tổn thất của riêng Yamagata sau bão lên đến 13,6 tỉ yen (tương đương 134 triệu USD), chủ yếu do thiệt hại cơ sở hạ tầng.. Giao thông qua lại hai tỉnh Nagano và Gifu tê liệt hoàn toàn, hơn 600 hành khách bị kẹt lại trong nhà ga địa phương; 208 chuyến bay trong và xung quanh khu vực cũng phải hủy lịch. Tuyến phà Tokyo-Wan Ferry nối vịnh Tokyo, Chiba và Kanagawa đã đóng cửa khi cơn bão được dự báo tiếp tục di chuyển lên miền Trung Nhật Bản. Hai dịch vụ tốc hành của tuyến đường sắt Sangū Line ở tỉnh Mie cũng bị đình chỉ hoạt động. Một số tuyến Shinkansen ở Kyushu tạm ngưng từ tối ngày 9 tháng 7, nhưng đã nhanh chóng nối lại hoạt động sau đó. Gió giật mạnh cũng làm hư hại nhiều tòa nhà của tỉnh Kōchi, nhiều vữa gạch, mái ngói và cửa kính văng ra xa hàng trăm mét. Gần 100 tòa nhà trong bảy tỉnh khác bị hư hại nặng, trong đó tăng thêm sáu tòa bị phá hủy hoàn toàn ở Nagano và Yamagata. Hiện tượng lốc xoáy rất có thể đã xảy ra tại Mie, khi mái ngói của bảy tòa nhà trong thành phố Inabe bị thổi bay hoặc bị tàn phá rất nặng. 660 ngôi nhà bị nhấn chìm tại 11 tỉnh khác, bao gồm Fukushima – nơi đang xúc tiến các công việc khử xạ sau sự cố nhà máy điện hạt nhân trong tỉnh hồi năm 2011. Các nhân viên và công nhân nhà máy Fukushima I đã bơm nước, tích tụ trong các đường hào chung quanh các bể chứa nước nhiễm phóng xạ, để đề phòng nước chảy tràn qua các đường hào do tình trạng lũ lụt đã được cảnh báo. Khi Neoguri băng ngang qua Kyushu và dự kiến sẽ đổ bộ Honshu vào ngày 11, nó tiếp tục gây mưa to kỷ lục cho vùng Kinki trong khi gió giật mạnh bắt đầu lan đến vùng Chūbu. Tại một số địa phương ghi nhận những cơn mưa với lượng trên 80 mm/h. JMA dự báo mưa sẽ rơi cả ngày kèm theo dông tố tại các địa phương ở Kantō và lên đến Hokkaidō vào trưa ngày 12.
5 giờ sáng thứ Sáu ngày 11 tháng 7, cơn bão gây ảnh hưởng trực tiếp lên nhiều tỉnh thành ở vùng Kantō, bao gồm thủ đô Tokyo, sau khi đổ bộ vào Futtsu, Chiba, tiếp tục gây mưa rất to và ngập lụt diện rộng trong thời gian dài toàn khu vực và miền Đông Bắc. Các tỉnh này đã hứng hơn 200 mm mưa trong ba ngày từ khi bão đổ bộ, và ước tính nhận thêm 50 mm mưa mỗi giờ vào tối thứ Sáu mặc dù cơn bão suy yếu chỉ còn là một vùng thấp. Ngay trưa hôm đó, sau khi cơn bão trở ra biển, nhiều khu vực của Kantō đã hứng chịu đợt nóng gay gắt từ 30 °C (86 °F) đến 35 °C (95 °F), cá biệt tại Tatebayashi, Gunma lên đến 38 °C (100 °F), do áp suất khí quyển sau khi cơn bão chuyển thành trạng thái xoáy thuận ngoài vùng nhiệt đới để lại cùng với hiện tượng foehn. JMA khuyến cáo người dân đề phòng sốc nhiệt do đã có 12 người phải nhập viện điều trị, trong khi cũng tiếp tục cảnh báo về hiện tượng sấm sét và lốc xoáy phát sinh. Trong ít ngày sau đó, số người nhập viện đã lên đến hơn 150, trong đó có 2 ca tử vong. Tàn dư của Neoguri tiếp tục đi lên phía bắc và gây ra những cơn mưa có lượng lên đến 120 mm ở Hokkaidō. Tình trạng nắng nóng lặp lại vào ngày hôm sau với nhiệt lên đến 31 °C (88 °F) ngay trung tâm của vùng cực bắc đất nước vốn lạnh giá quanh năm, đây cũng là mức nhiệt cao nhất tỉnh trong mùa hè năm 2014.

### Hàn Quốc
Do Neoguri di chuyển chậm dọc bờ biển phía tây Kyushu, hoàn lưu bão cũng gây ảnh hưởng lên toàn bộ đảo Jeju của Hàn Quốc: hơn 13.000 hộ gia đình mất điện tạm thời, một số tàu thuyền đánh cá bị cuốn trôi, nhiều trường học đóng cửa, 180 chuyến bay đi và đến đảo phải hủy bỏ cùng với sự đình trệ các hoạt động của tàu chở khách và nhiều tuyến giao thông khác. Công việc trục vớt chiếc phà Sewol bị chìm hồi tháng 4 cũng bị gián đoạn.

### Đài Loan
Sóng mạnh đánh vào bờ đã làm bị thương 7 du khách ở Vườn địa chất Dã Liễu, nhưng không ai gặp nguy hiểm đến tính mạng.

## Hình ảnh

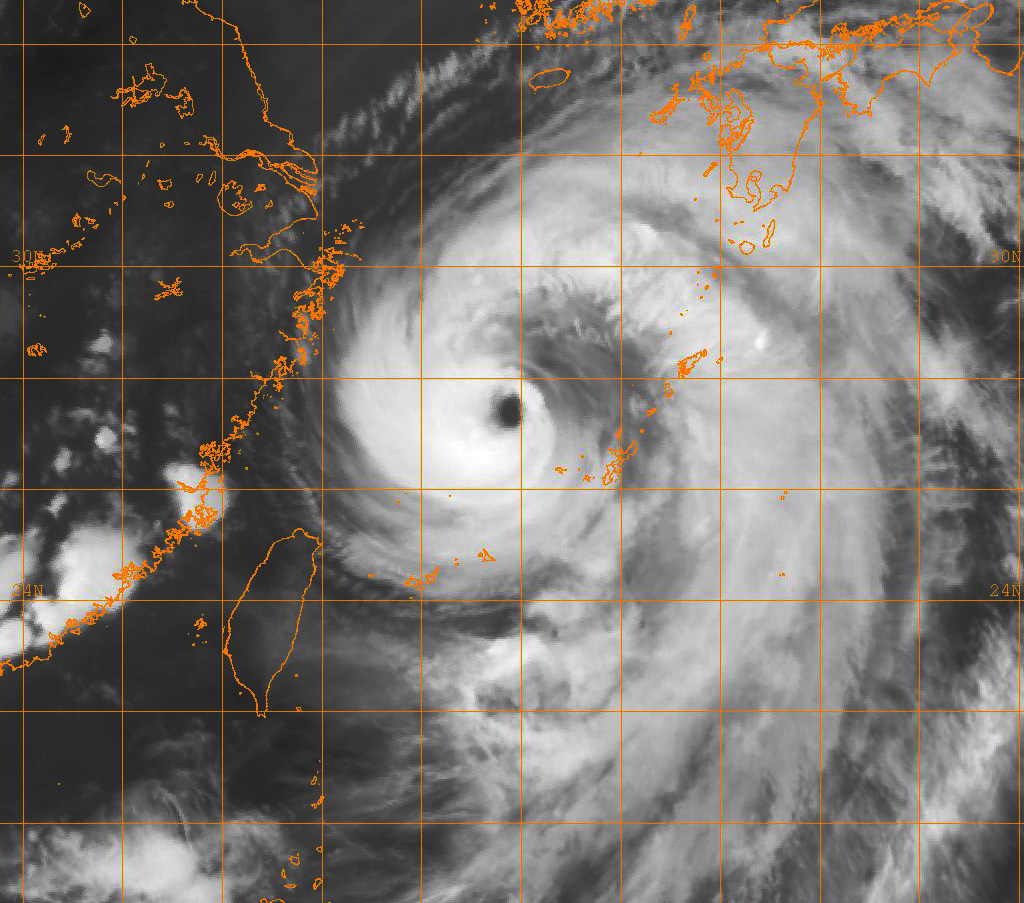
Sau đó một ngày, Neoguri tấn công Okinawa, Nhật Bản. Phòng Thí nghiệm Nghiên cứu Hải quân Hoa Kỳ đã quan trắc và chụp ảnh vệ tinh cơn bão ngay trước thời điểm nó suy yếu thành bão cuồng phong.
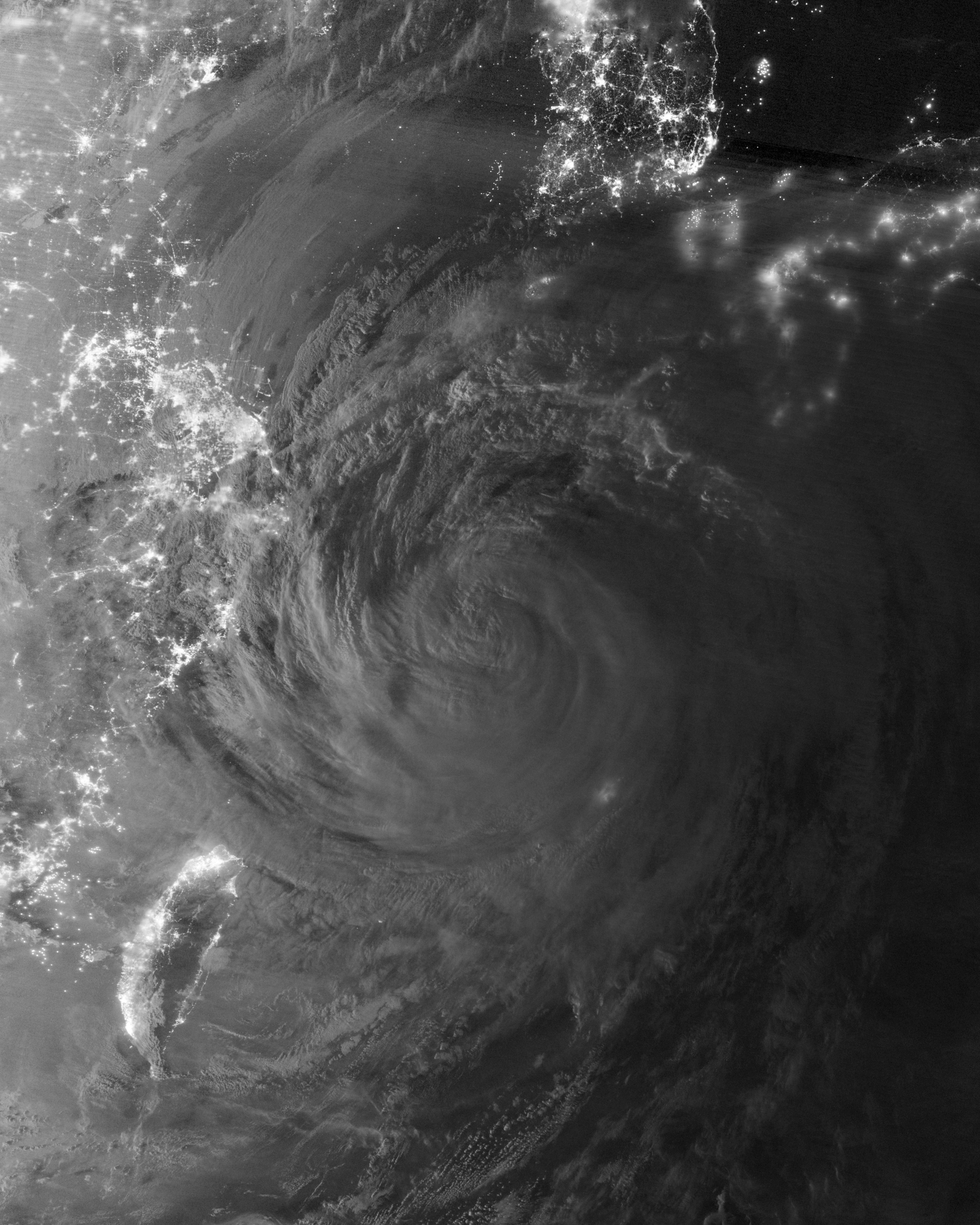
Neoguri được mặt trăng chiếu sáng dưới góc quan sát của vệ tinh Suomi NPP của NASA vào lúc 2 giờ sáng ngày 8 tháng 7 (tức 5 giờ chiều ngày 9 tháng 7 theo giờ Nhật Bản). Thiết bị đặc biệt trên Suomi NPP phóng đại ánh sáng lên gấp 100.000 lần, giúp quan sát được rõ các đám mây và phản chiếu ánh đèn đường từ các đô thị trên đất liền.
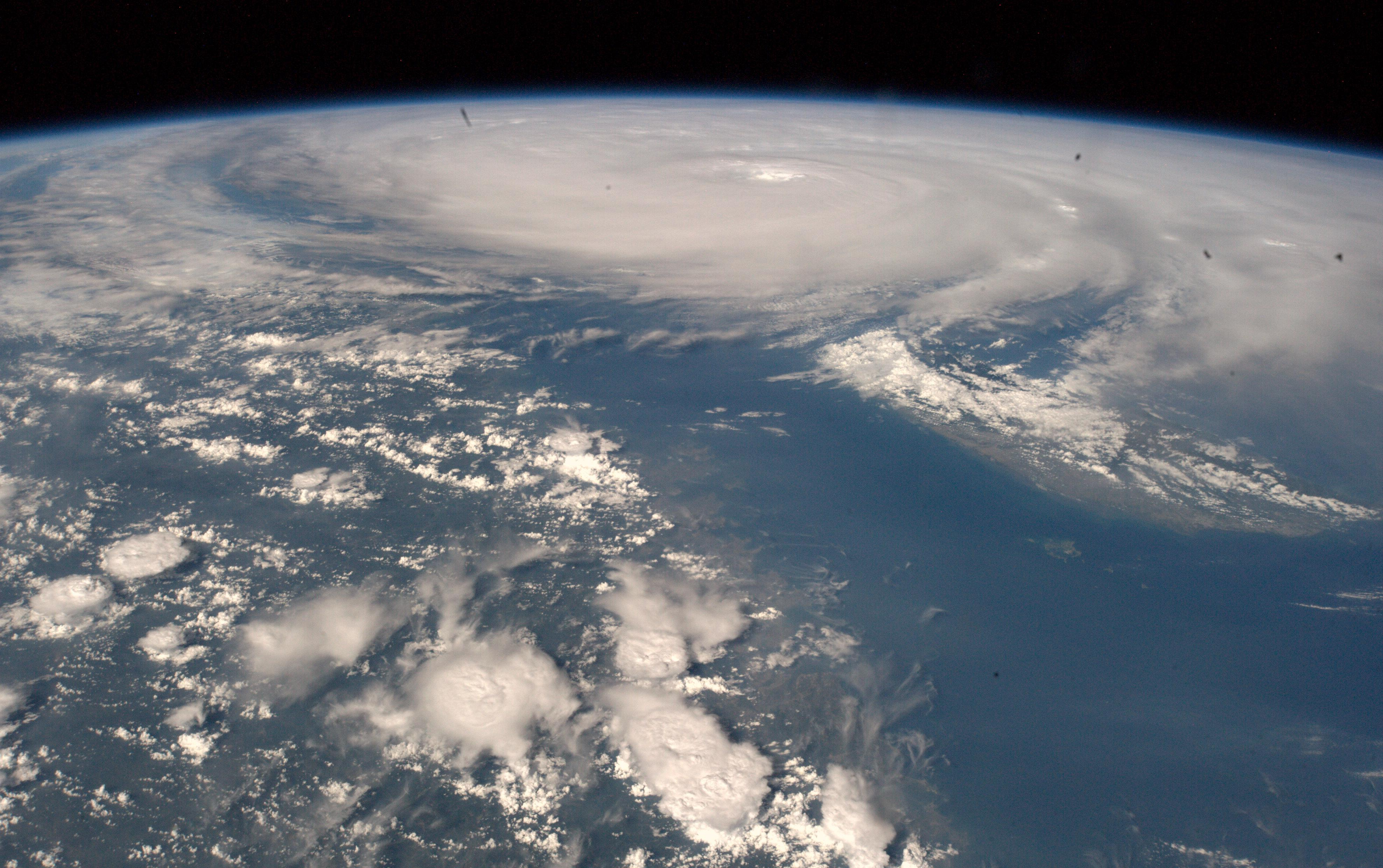
Phi hành gia Alexander Gerst từ ISS "bắt được" cơn bão vào ngày 8 tháng 7. Hoàn lưu bão lớn đến mức ống kính mắt cá có khả năng bao quát một trường nhìn cực lớn của ISS cũng không thể quan sát nó trọn vẹn.